# Makowice (Skoroszyce)
Makowice (deutsch Mogwitz, 1936–1945 Breitenfeld O.S.) ist ein Ort in der Landgemeinde Skoroszyce im Powiat Nyski der Woiwodschaft Opole in Polen.

## Geographie
Das Straßendorf Makowice liegt vier Kilometer südlich von Skoroszyce (Friedewalde), etwa 10 Kilometer nordöstlich von Nysa (Neisse) und 50 Kilometer südwestlich von Opole (Oppeln) in der Nizina Śląska (Schlesische Tiefebene). Durch den Ort verläuft die Droga wojewódzka 401. Westlich des Dorfes verläuft die Bahnstrecke Nysa–Brzeg und im Süden die Droga krajowa 46.
Nachbarorte von Makowice sind im Norden Skoroszyce (Friedewald), im Osten Sidzina (Hennersdorf), im Süden Pakosławice (Bösdorf) und im Nordwesten Mroczkowa (Eckwertsheide).

## Geschichte

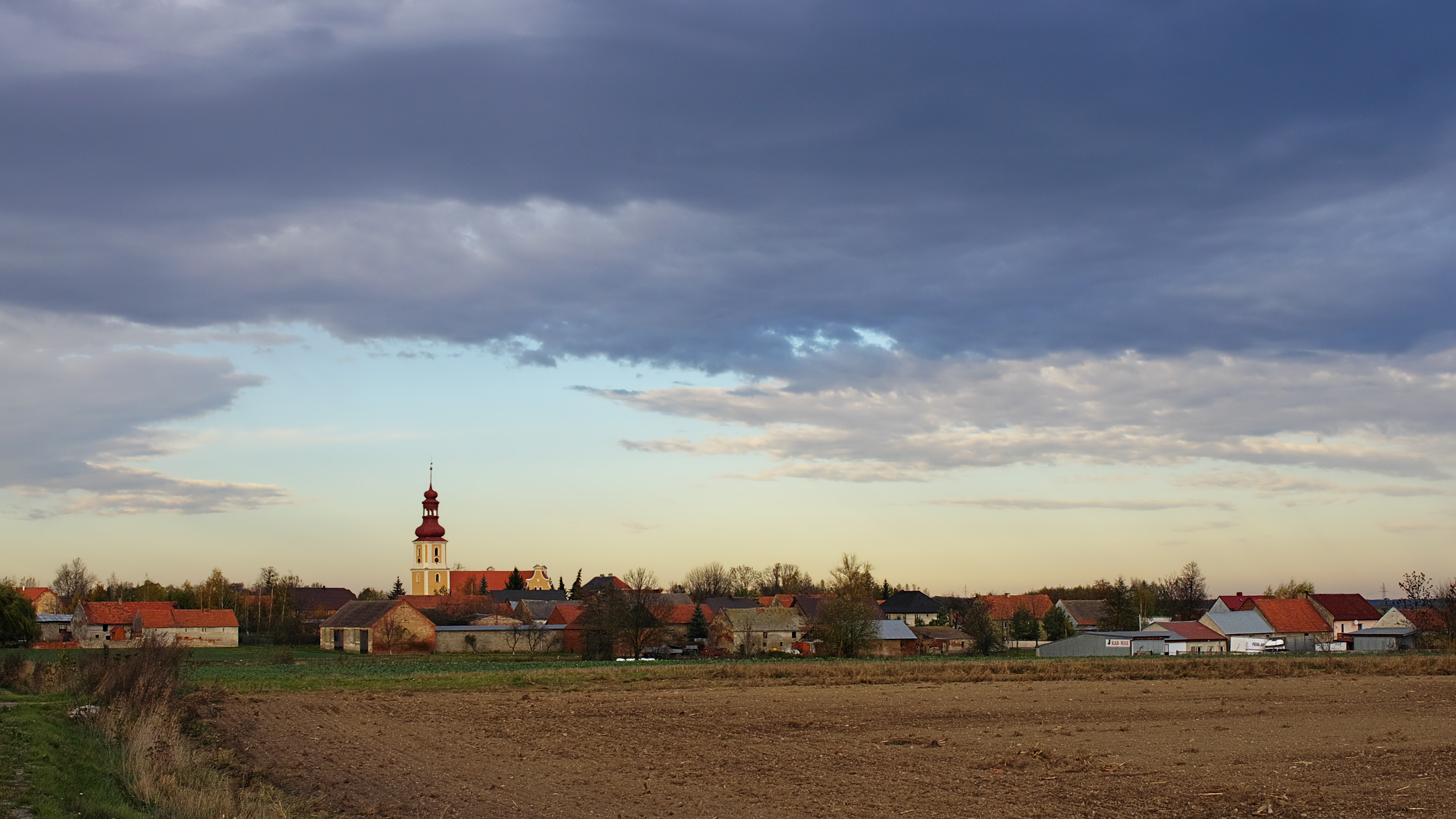
Panorama von Makowice mit Kirche St. Andreas

In dem Werk Liber fundationis episcopatus Vratislaviensis aus den Jahren 1295–1305 wird der Ort erstmals als Mocovitz erwähnt. 1369 erfolgte eine Erwähnung als Mokowicz sowie 1411 Mockowicz.
Nach dem Ersten Schlesischen Krieg 1742 fiel Mogwitz mit dem größten Teil Schlesiens an Preußen.
Nach der Neuorganisation der Provinz Schlesien gehörte die Landgemeinde Mogwitz ab 1816 zum Landkreis Grottkau im Regierungsbezirk Oppeln. 1845 bestanden im Dorf eine katholische Pfarrkirche, eine katholische Schule, ein Vorwerk, eine Scholtisei, eine Brauerei sowie 146 weitere Häuser. Im gleichen Jahr lebten in Mogwitz 757 Menschen, davon zwei evangelisch. 1855 lebten 288 Menschen in Mogwitz. 1865 bestanden im Ort eine Scholtisei, 57 Bauer-, 23 Gärtner- und 38 Häuslerstellen. Die zweiklassige katholische Schule wurde im gleichen Jahr von 160 Schülern besucht. 1874 wurde der Amtsbezirk Mogwitz gegründet, welcher aus den Landgemeinden Mogwitz und dem Gutsbezirk Mogwitz bestand. 1885 zählte Mogwitz 1124 Einwohner.
1933 lebten in Mogwitz 884 Menschen. Am 27. Juli 1936 wurde der Ort im Zuge einer Welle von Ortsumbenennungen der NS-Zeit in Breitenfeld O.S. umbenannt. 1939 zählte Breitenfeld 873 Einwohner. Bis Kriegsende 1945 gehörte der Ort zum Landkreis Grottkau.
Als Folge des Zweiten Weltkriegs fiel Breitenfeld O.S. 1945 wie der größte Teil Schlesiens unter polnische Verwaltung. Nachfolgend wurde es in Makowice umbenannt und der Woiwodschaft Schlesien angeschlossen. Die deutsche Bevölkerung wurde weitgehend vertrieben. 1950 wurde es der Woiwodschaft Oppeln eingegliedert. 1999 kam der Ort zum wiedergegründeten Powiat Nyski. 2011 lebten 601 Menschen im Ort.
2020 erschien das E-Book Schlesische Weihnachten 1944, das in Makowice spielt und von den früheren deutschen Bewohnern handelt. Der Text erschien zusätzlich in polnischer Sprache und wurde in Eichendorffs Hefte veröffentlicht. Autor ist der freie Schriftsteller Markus Erhorn.

## Sehenswürdigkeiten
- Die römisch-katholische Kirche St. Andreas (poln. Kościół św. Andrzeja) bestand bereits seit dem 14. Jahrhundert. 1450 entstand ein steinerner Bau. 1735 wurde dieser Bau erweitert und im barocken Stil umgebaut. 1892 erfolgte eine weitere Erweiterung des Gotteshauses im Stil des Neobarocks. An der Westseite befindet sich der Glockenturm mit barocker Haube.[10] Das Kirchengebäude wurde 2004 unter Denkmalschutz gestellt.[11]
- Umgeben ist die Kirche vom alten Dorffriedhof mit teilweise erhaltenen Gräbern aus deutscher Zeit.
- Friedhofskapelle
- Pfarrhaus
- Historische Gebäude der ehemaligen Brauerei
- Dorfteich

## Vereine
- Freiwillige Feuerwehr OPS Makowice
- Fußballverein LZS Makowice